# ムウタディド
アブル＝アッバース・アフマド・ブン・タルハ（アラビア語: أبو العباس أحمد بن طلحة, ラテン文字転写: Abuʿl-ʿAbbās Aḥmad b. Ṭalḥa, 854年頃もしくは861年頃 - 902年4月5日）、またはラカブ（尊称）でアル＝ムウタディド・ビッラーフ（アラビア語: المعتضد بالله, ラテン文字転写: al-Muʿtaḍid Biʿllāh,「神に支えを求める者」の意）は、第16代のアッバース朝のカリフである（在位：892年10月15日 - 902年4月5日）。
ムウタディドは叔父のムウタミドの治世下で執政として実権を握り、事実上のアッバース朝の支配者となったムワッファクの息子である。アッバース朝の王子としてムウタディドは父親の下でさまざまな軍事活動に従事し、特にザンジュの乱の鎮圧において重要な役割を果たした。891年6月にムワッファクが死去すると、ムウタディドはムウタミドの息子で後継者と目されていたムファッワドを排除し、892年10月のムウタミドの死去後にカリフの地位を継承した。
ムウタディドは悪化していた財政の再建に取り組むとともに一連の軍事行動によってジャズィーラ、スグール、およびジバールの支配を回復することに成功し、東方のサッファール朝と西方のトゥールーン朝に対しては条約を結ぶことで和解を実現した。さらに首都をサーマッラーからバグダードへ帰還させ、バグダードではいくつかの宮殿の建設に当たった。一方でムウタディドは犯罪者を処罰する際の過酷さで有名であり、後の時代の年代記作家はムウタディドの数多くの独創的な拷問方法を記録している。また、スンナ派の伝承主義学派の確固たる支持者であったにもかかわらず、ザイド派などのシーア派勢力との良好な関係の維持に努め、自然科学にも興味を示してカリフによる学者への支援を再開させた。
しかし、ムウタディドが主導したアッバース朝の再生は、その治世が短いものに終わったために王朝の長期的な好転には結びつかなかった。優秀とは言えない後継者の息子であるムクタフィーの短い治世は、トゥールーン朝の領土の再併合を含むいくつかの重要な成果を挙げたが、後継者たちはムウタディド程の行動力を持ち合わせず、ムウタディドの治世の後半に明白となった官僚機構内部の派閥抗争の激化を食い止めることができなかった。この派閥抗争は続く数十年にわたってアッバース朝政府を弱体化させ、最終的には一連の軍の有力者たちの下での王朝の従属化につながり、この趨勢は946年のブワイフ朝によるバグダードの征服によって最高潮に達することになった。

## 初期の経歴

### 出自と背景

9世紀の中頃から終わりにかけてのアッバース朝の系図（緑色がカリフ）

ムウタディドはアッバース朝のカリフのムタワッキル（在位：847年 - 861年）の息子であるタルハ（ムワッファク）とディラールという名のギリシア人奴隷の間に生まれた。ムウタディドの正確な生年月日は不明である。ムウタディドはさまざまな人物によって即位時に38歳または31歳であったと記録されているため、854年頃か861年頃の生まれであると考えられている。861年にムタワッキルは長男のムンタスィル（在位：861年 - 862年）と共謀したトルコ人警備兵によって暗殺された。この事件は当時のアッバース朝の首都の場所からサーマッラーの政治混乱として知られる内部混乱の時代の始まりを告げ、混乱は870年のムウタディドの叔父にあたるムウタミド（在位：870年 - 892年）の即位によって終わりを迎えた。しかしながら、実権は支配層であるトルコ人の奴隷軍人（ギルマーン、単数形ではグラーム）と、アッバース朝の主要な軍司令官として政府とトルコ人の間の最も重要な仲介役となったムウタディドの父親のタルハに握られるようになった。カリフと同様の様式でムワッファクの尊称を名乗ったタルハはすぐにアッバース朝の実質的な支配者となった。882年にはムウタミドがエジプトへの逃亡を図ったものの失敗に終わり、ムウタミドは軟禁下に置かれ、ムワッファクはその地位を固めた。
地方におけるアッバース朝の支配力はサーマッラーの政治混乱の期間に崩壊し、その結果、870年代までに中央政府はイラクの大都市圏以外のほとんどの領域に対する実効的な支配を失った。西方ではトルコ人の奴隷軍人であり、ムワッファクとシリアの支配をめぐって争ったアフマド・ブン・トゥールーンがエジプトを支配下に置き、一方でホラーサーンと東方のイスラーム世界の大部分の支配がアッバース朝に忠実な勢力であったターヒル朝からペルシア系のサッファール朝に取って代わった。アラビア半島のほとんどの地域も同様に地元の有力者の手によって失われ、タバリスターンでは急進的なザイド派によるシーア派王朝が政権を打ち立てた。本拠地のイラクにおいてでさえ、イラク南部の大農園における労働力として連れて来られたアフリカ人奴隷であるザンジュによる反乱がバグダードに脅威を与え、さらに南方のカルマト派が危険な存在となりつつあった。その結果として、ムワッファクによる執政は、体制が揺らぐアッバース朝を崩壊から救うための継続的な闘争の性格を有するようになった。領土を拡大し、世襲統治者としての承認を得ることにアフマド・ブン・トゥールーンが成功したことで、エジプトとシリアの支配を取り戻すムワッファクの試みは失敗に終わった。しかし、ムワッファクはバグダードの占領を目指したサッファール朝の侵略を撃退し、長い闘争の末にザンジュの乱を鎮圧したことで、イラクのアッバース朝の中核地帯を維持することには成功した。

### ザンジュの乱とトゥールーン朝に対する軍事行動

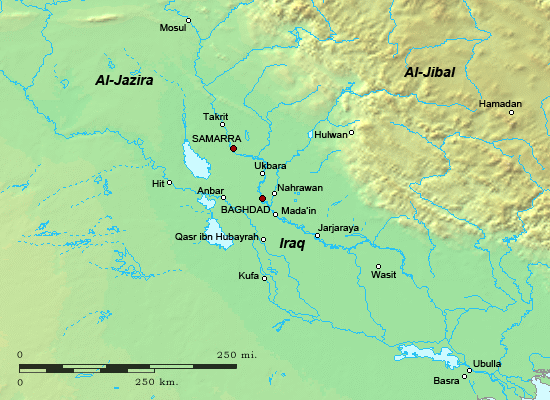
9世紀から10世紀にかけてのイラクの主要都市を表した地図

将来のムウタディド（即位前の時点では通常アブル＝アッバースのクンヤで呼ばれている）はザンジュとの戦いの中で最初の軍事経験を積み、治世を特徴づける軍との緊密な関係を確立したと考えられている。ムワッファクはアブル＝アッバースが幼い頃から息子に軍事教育を与え、若い王子は優秀な騎手になるとともに指揮官として強く期待されるようになり、部下たちとその馬の状態に個人的な気遣いを見せていた。
869年の反乱の勃発から10年以内にザンジュの反乱勢力はバスラとワースィトを含むイラク南部のほとんどの地域を占領し、フーゼスターンにまで勢力を拡大した。しかし、879年にサッファール朝の創始者であるヤアクーブ・アッ＝サッファールが死去したことで、アッバース朝政府はザンジュの乱に対して十分に集中できるようになった。そして879年12月に10,000人の部隊の軍司令官としてアブル＝アッバースが任命された出来事は戦争に転機を告げることになった。その後のメソポタミア湿原での水陸両面の作戦を伴う長く困難な戦いの中で、アブル＝アッバースと自身のギルマーン（中でも長期にわたって仕えたズィラク・アッ＝トゥルキーが最も著名であった）は重要な役割を果たした。アッバース朝の軍隊は最終的に増援部隊と志願兵、さらには反乱からの離脱者で膨れ上がったものの、軍の中核を形成し、その指導的な立場を占め、しばしばアブル＝アッバース自らの指揮下で戦いの矢面に立っていたのは少数の精鋭のギルマーンであった。反乱勢力周辺の包囲網を何年にもわたって徐々に狭めていった後、883年8月にアッバース朝軍が反乱軍の本拠地であるムフターラに激しい攻撃を加えて反乱を終結させた。以前の反乱参加者とアッバース朝軍の関係者から収集した情報を年代記に残したタバリー（923年没）は、多くの問題を抱えたイスラーム国家を防衛し、反乱を鎮圧した英雄としてのムワッファクとアブル＝アッバースの役割を強調している。この成功裏に終わった軍事活動は、後のアブル＝アッバースによるカリフの地位の事実上の簒奪を正当化する役割を果たした。
884年5月にアフマド・ブン・トゥールーンが死去した後、この状況を利用しようとしたアッバース朝の将軍のイスハーク・ブン・クンダージュとムハンマド・ブン・アビー・アッ＝サージュがシリアのトゥールーン朝の領土を攻撃した。885年の春にはアブル＝アッバースが軍事侵攻の指揮を執るために派遣され、すぐにトゥールーン朝軍を打ち破ってパレスチナへ撤退させることに成功した。しかし、イスハークとムハンマドの両者と口論になり、両者は軍事作戦を放棄して自身の部隊を撤退させた。その後、4月6日に起こったタワーヒーンの戦いでアブル＝アッバースはアフマド・ブン・トゥールーンの息子で後継者のフマーラワイフと対決した。当初はアブル＝アッバースが勝利を収め、フマーラワイフを逃亡させたが、続く戦いでは逆に敗北して自軍の多くの者が捕虜となり、自身は戦場から逃れた。トゥールーン朝はこの勝利の後にジャズィーラ（メソポタミア北部）とビザンツ帝国との国境地帯（スグール）へ支配を拡大させた。886年に和平協定が結ばれ、その中でムワッファクは毎年の貢納と引き換えにフマーラワイフを30年間エジプトとシリアの世襲統治者として認めることを余儀なくされた。アブル＝アッバースは続く数年にわたってファールスをサッファール朝の支配から取り戻す父親の試みに関与したものの、この試みは最終的に失敗に終わった。

### 投獄とカリフへの登位
理由は定かではないものの、この時期の数年間にアブル＝アッバースと父親の関係が悪化した。すでに884年には恐らく俸給の未払いをめぐってムワッファクのワズィール（宰相）のサイード・ブン・マフラドに対しアブル＝アッバースのギルマーンがバグダードで暴動を起こしていた。最終的にアブル＝アッバースは889年に拘束され、父親の命令で投獄された。その後、自身に忠実なギルマーンによる抗議が発生したにもかかわらず、アブル＝アッバースは獄中に留まり続けた。そしてムワッファクがジバールで2年間過ごした後にバグダードへ戻った891年5月まで拘束されたままだったとみられている。
痛風に苦しんでいたムワッファクは、明らかに死に近づいていた。ワズィールのイスマーイール・ブン・ブルブルとバグダードの長官のアブル＝サクルが後継者と見込まれていたムファッワドを含むムウタミドとその息子たちをバグダードの市内に呼び寄せ、自分たちの目的のためにこの状況を利用しようとした。しかし、アブル＝アッバースを遠ざけようとしたこの試みは、アブル＝アッバースが兵士や民衆から高い評判を得ていたために失敗に終わった。アブル＝アッバースは死の床にあった父親を訪ねるために釈放され、6月2日にムワッファクが死去した際に即座に権力を掌握することに成功した。バグダードの暴徒がアブル＝アッバースの敵対者たちの家を荒らしまわり、イスマーイールは解任されるとともに投獄され、数か月後に虐待によって死亡した。アブル＝アッバースの諜報員よって捕らえられたイスマーイールの支持者たちの多くも同様の運命を辿った。
今や全権力を掌握したアブル＝アッバースは、アル＝ムウタディド・ビッラーフの称号を名乗り、ムウタミドとムファッワドに次ぐ後継者の地位とともに父親のすべての官職を継承した。そして数か月後の892年4月30日には従兄弟のムファッワドを後継者の地位から完全に排除した。ムウタミドは892年10月14日に死去し、ムウタディドがカリフとして権力を握った。

## 治世

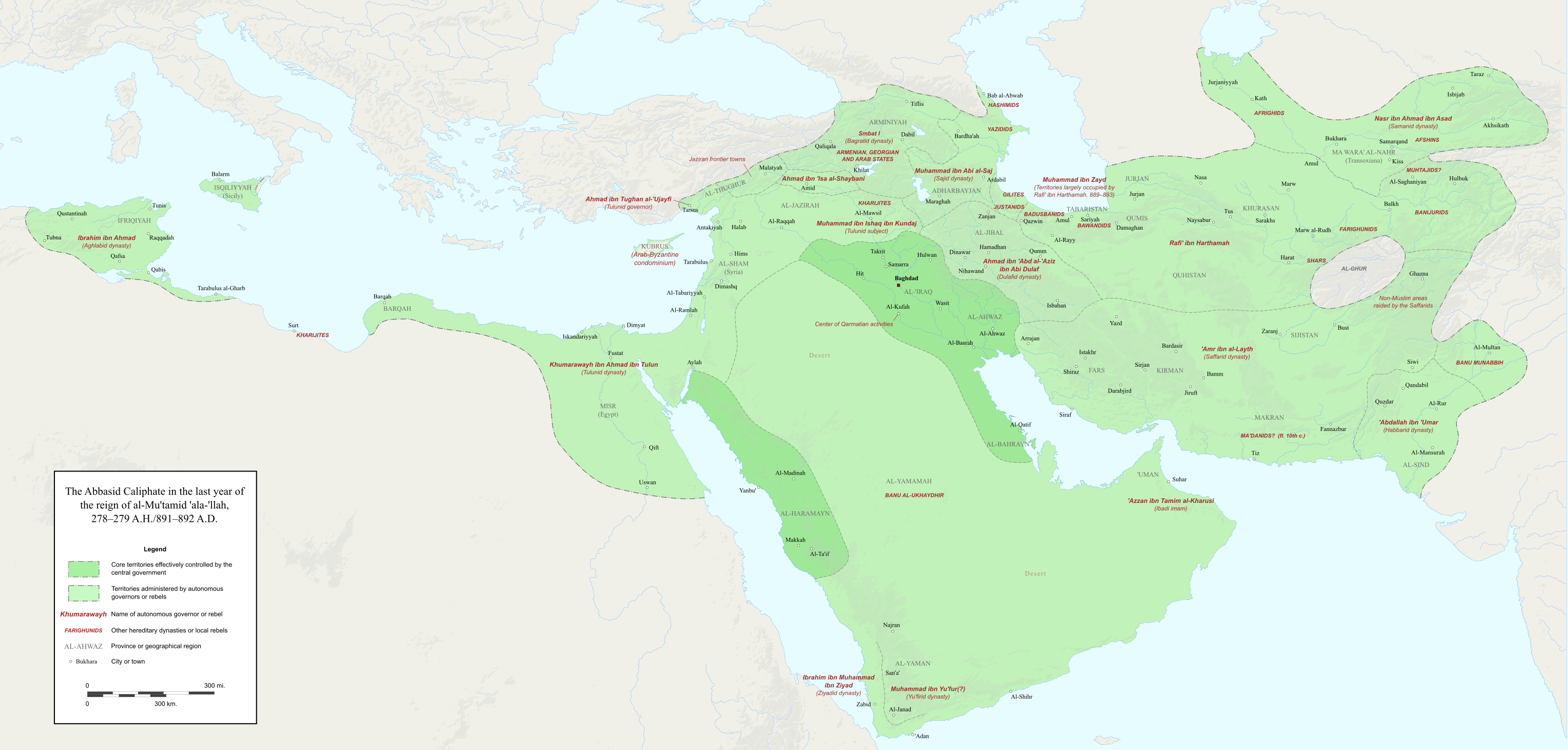
ムウタディドが即位した892年の時点におけるアッバース朝の分裂状況を表した地図。アッバース朝の中央政府の直接統治下にある地域…濃緑、アッバース朝の名目的な宗主権を認める自立した政権の支配地…薄緑

東洋学者のハロルド・ボーウェンは、即位時のムウタディドについて次のように説明している。
外見は背筋が伸び痩せていた。顔には白いほくろがあったが、良い見た目とはされなかったために黒く染めていた。そして表情は高慢さを湛えていた。性格は勇敢であった — 短剣だけでライオンを殺したと噂されていた。…ムウタディドは父親のあらゆる活力を受け継いでおり、その迅速な行動力に対する評判を高めていた。
父親と同様にムウタディドの権力は軍との密接な関係に依存していた。歴史家のヒュー・ナイジェル・ケネディが指摘しているように、ムウタディドは「自分がカリフになることを保証しただけでなく、軍内の対抗者たちに屈辱を与え、その一派を解体した配下のギルマーンの支援によって、あらゆる法的な正当性に依らずに… 要するに簒奪者としてカリフの地位に就いた」。このため、特に軍事行動では大抵において自ら軍を率いていたことから、当然のように軍事活動がムウタディドの関心の中心を占めていた。これは戦うカリフやイスラームの信仰の擁護者（ガーズィー）としての評判を高めた。歴史家のマイケル・ボナーが述べているように、「ハールーン・アッ＝ラシードによって生み出され、ムウタディドによって強化された「ガーズィー・カリフ」の役割は、ムウタディドの絶え間ない軍事活動によって今や最高の成果を挙げるに至った」。
ムウタディドはその治世の開始時からアッバース朝の分裂状態の解決に着手した。そして実力行使と外交を交えてこの目標に取り組んだが、ケネディによれば、能動的であり熱心な活動家である一方で「打倒するには非常に強力な勢力と常に妥協する準備ができていた熟練した外交官」でもあった。

### トゥールーン朝との関係
この方針は、新しいカリフが自身の最も強力な臣下であるトゥールーン朝政権に対して示した融和的な態度によってすぐに明らかとなった。893年の春にムウタディドは年間300,000ディナールと未納となっていた200,000ディナールの貢納に加え、ジャズィーラの州のうちディヤール・ラビーアとディヤール・ムダルをアッバース朝の統治下に戻すことと引き換えにフマーラワイフをエジプトとシリアの自立したアミールとして承認し、その立場を再確認した。条約を締結するためにフマーラワイフは娘のカトル・アン＝ナダー（「露の滴」を意味する）をカリフの息子の一人に花嫁として差し出したが、ムウタディドは自ら結婚することを選んだ。トゥールーン朝の公女は持参金として1,000,000ディナールを持ち込んだ。歴史家のティエリ・ビアンキによれば、これは「中世のアラブの歴史の中で最も贅沢であると考えられた結婚祝い」であった。バグダードへのカトル・アン＝ナダーの到着は、貧窮化していたカリフの宮廷とは全く対照的な公女の従者の豪華さと贅沢さが特徴をなしていた。ある言い伝えによれば、徹底的な調査の結果、ムウタディドの宦官の長官は宮殿を飾るための細かい装飾が施された銀と金の燭台を5つしか見つけることができなかったが、一方で公女にはそれぞれ同様の燭台を持つ150人の召使いが随行していた。するとムウタディドは、「さあ、我々が困窮しているところを見られないように立ち去って身を隠そう」と語ったといわれている。
しかしながら、カトル・アン＝ナダーは結婚式から間もなく死去し、フマーラワイフも896年に殺害されたため、トゥールーン朝はフマーラワイフの不安定な未成年の息子たちの手に委ねられた。ムウタディドはこの状況を素早く利用し、897年にビザンツ帝国との国境地帯に位置するスグールの各アミール政権に対する支配権を拡大させた。マイケル・ボナーによれば、そこでムウタディドは「長らく中断されていた毎年恒例の夏季の遠征を指揮し、ビザンツ帝国に対する防衛体制を整えるという古いカリフの大権を担った」。さらに、新しいトゥールーン朝の統治者であるハールーン・ブン・フマーラワイフ（在位：896年 - 904年）は自分の地位に対するカリフの承認を確保するためにさらなる譲歩を余儀なくされ、ホムスより北方のシリア全域をアッバース朝へ返還しただけでなく、年間の貢納額も450,000ディナールに引き上げられた。残りのトゥールーン朝の領内ではその後の数年にわたり混乱が拡大し、カルマト派の襲撃も激化したことから、トゥールーン朝に追従していた多くの人々が勢力を挽回したアッバース朝へ逃れるようになった。

### ジャズィーラ、南コーカサス、およびビザンツ帝国に対する戦線

中世のジャズィーラ（赤色部分）と主要都市の位置を表した地図。現代の国境線も示されている。

ムウタディドはジャズィーラでさまざまな対立勢力と戦った。これらの勢力の中には、ほぼ30年に及んでいたハワーリジュ派の反乱勢力に加えて多くの自立していた現地の有力者がいた。その中でも代表的な存在は、アーミドとディヤール・バクルを支配していたシャイバーン族のアフマド・ブン・イーサーとタグリブ族の族長のハムダーン・ブン・ハムドゥーンであった。893年にムウタディドはハワーリジュ派が内部抗争で注意を逸らしている間にシャイバーン族からモースルを奪った。895年にはハムダーン・ブン・ハムドゥーンが自身の本拠地からの退去を強いられ、追い詰められた末に拘束された。一方でハワーリジュ派は指導者のハールーン・ブン・アブドゥッラーが896年にハムダーン・ブン・ハムドゥーンの息子のフサイン・ブン・ハムダーンに敗れて捕らえられ、バグダードへ送られた後に磔刑に処された。フサイン・ブン・ハムダーンのこの功績は、アッバース朝軍におけるフサインの華々しい経歴と、後にジャズィーラの支配権の獲得に至ったハムダーン朝の段階的な隆盛の始まりを告げた。アフマド・ブン・イーサーは898年に死去するまでアーミドの支配を維持し、死後は息子のムハンマド・ブン・アフマドに支配が引き継がれた。翌899年にムウタディドはジャズィーラに戻り、ムハンマドをアーミドから追放すると長男で後継者のムクタフィーを総督の地位に据え、中央政府による統治下でジャズィーラ全域を再統一した。
その一方で、現地の諸勢力が事実上独立して支配を維持していたジャズィーラの北に位置する南コーカサスのアルメニアとアーザルバーイジャーンに対する実効支配をアッバース朝の下に取り戻すことはできなかった。当時アーザルバーイジャーンのアッバース朝の総督であったムハンマド・ブン・アビー・アッ＝サージュは898年頃に独立を宣言したものの、キリスト教徒のアルメニア人諸侯との対立の中ですぐにカリフの宗主権を再承認した。ムハンマドが901年に死去すると息子のディーウダード・ブン・ムハンマドが後継者となり、半独立的な勢力となったサージュ朝によるこの地域の統合に至った。
ムウタディドはスグールでビザンツ帝国に対する前線基地の役割を担っていたタルスースがトゥールーン朝との連携や自立を図ろうとするのではないかと警戒していたが、900年にムハンマド・ブン・アビー・アッ＝サージュとタルスースの有力者が協力してディヤール・ムダルの占領を企てたとする嫌疑が持ち上がると、その報復としてタルスースの有力者たちの拘束と都市の艦隊の焼却を命じた。この決定はタルスースの自立運動を抑えて都市のアッバース朝政府への従属度を高めることにつながったものの、一方では何世紀にもわたるビザンツ帝国に対する戦争において自ら不利な状況を招くことになった。それ以前の数十年間にタルスースの住民とその艦隊はビザンツ帝国の国境地帯に対する襲撃で重要な役割を担っていた。その一方で、900年頃にギリシア人改宗者であるダムヤーナ・アッ＝タルスースィーの率いるシリアの艦隊がデメトリアスの港を略奪し、アラブ艦隊は続く20年にわたってエーゲ海に大規模な混乱をもたらした。これに対してビザンツ帝国はメリアスなどのアルメニア人亡命者の流入によって陸側で勢力を強めた。そして国境地帯を越えて支配を拡大し始め、アラブ側に勝利を収めるとともに双方の帝国間のかつての無人地帯に新たな軍管区（テマ）を設置した。

### 東方地域とサッファール朝
イスラーム世界の東方では、ムウタディドはサッファール朝と暫定協定を結び、その支配の存在を受け入れざるを得なかった。ケネディによれば、恐らくカリフはターヒル朝が過去数十年間に享受していたものと類似した協力関係によってサッファール朝を利用したいと考えていた。この協定の結果、サッファール朝の支配者であるアムル・ブン・アッ＝ライスはファールスだけでなくホラーサーンとペルシア東部の領有を認められ、一方でアッバース朝はペルシア西部、具体的にはジバール、レイ、およびエスファハーンを直接統治することになった。この政策によって、カリフはエスファハーンとニハーヴァンドを中心としたもう一つの半独立の地方政権であるドゥラフ朝の支配地の奪回に向けて自由に行動を起こせるようになった。ドゥラフ朝のアフマド・ブン・アブドゥルアズィーズ・ブン・アビー・ドゥラフが893年に死去すると、ムウタディドは自分の息子のムクタフィーをレイ、カズウィーン、クム、およびハマダーンの総督に据えるべく迅速に行動を起こした。そしてキャラジとエスファハーン周辺の中核地域に勢力範囲を狭められたドゥラフ朝は896年に完全に追放された。しかし、この成果にもかかわらず、特にタバリスターンのザイド派政権に近接していたためにこれらの地域に対するアッバース朝の支配は不安定なままであり、897年にはレイの支配権がサッファール朝の手に渡った。
ペルシアにおけるアッバース朝とサッファール朝の協力関係は、レイに拠点を置き、この地域に対する双方の政権の利益を脅かしていた軍事指導者のラーフィー・ブン・ハルサマに対する共同での攻撃によって最も明確な成果を見せた。ムウタディドはアフマド・ブン・アブドゥルアズィーズを派遣してラーフィーからレイを奪った。これに対してラーフィーはサッファール朝からホラーサーンを奪うために逃亡し、タバリスターンのザイド派政権と連携した。しかし、アムル・ブン・アッ＝ライスがラーフィーに対する大衆の反アリー派感情を扇動したことで期待されたザイド派からの支援は実現せず、ラーフィーは896年にホラズムで敗北して殺害された。この頃のアムルは自身の勢力の絶頂期にあり、アムルは敗北した反抗者たちの首をバグダードへ送った。その後カリフは897年にレイの支配権をアムルに譲った。
このようなアッバース朝とサッファール朝の協力関係は、ムウタディドが898年にアムルをマー・ワラー・アンナフルの総督に任命した後に崩壊した。マー・ワラー・アンナフルは実際にはアムルの対抗勢力であるサーマーン朝によって支配されており、ムウタディドはアムルがサーマーン朝と対立するように仕向けていた。最終的にアムルは900年にサーマーン朝に対して壊滅的な敗北を喫し、捕虜となるだけに終わった。サーマーン朝の統治者であるイスマーイール・ブン・アフマドはアムルを鎖につないでバグダードへ送り、アムルはそこでムウタディドの死後の902年に処刑された。ムウタディドは見返りとしてイスマーイールにアムルが所持していた各種の称号と総督の地位を与えた。そしてムウタディドも同様にファールスとケルマーンを取り戻すために行動を起こしたが、アムルの孫のターヒル・ブン・ムハンマドに率いられたサッファール朝の残存勢力は十分な回復力を見せ、アッバース朝がこれらの地域を占領する試みを数年にわたって阻止した。最終的にアッバース朝が切望していたファールスの奪回に成功したのは910年のことであった。

### 外縁地域における新たな宗派の台頭と勢力の分裂
9世紀の間にシーア派の教義に基づいたさまざまな新しい運動が出現し、既存の政権に対する主な敵対活動の中心がハワーリジュ派からこれらの運動に取って代わった。新しい運動を担った人々はアッバース朝帝国の外縁地域で最初の成功を収めた。タバリスターンでのザイド派による支配権の獲得は後にイエメンでも繰り返された。そしてムウタディドの治世下で新たな危機の芽となっていたカルマト派がアッバース朝統治下の大都市圏の近辺に現れた。874年頃にクーファで成立したイスマーイール派の過激な分派であるカルマト派は、もともとサワード（イラク南部）における散発的で小規模な妨害勢力であったが、897年以降、その勢力は驚くべき規模で急速に拡大した。アブー・サイード・アル＝ジャンナービーの指導の下でカルマト派は899年にバフライン（東アラビア）を占領し、翌年にはアル＝アッバース・ブン・アムル・アル＝ガナウィーの率いるカルマト派の軍隊がアッバース朝軍を打ち破った。ケネディの言葉を借りるならば、ムウタディドの死後の数年間にカルマト派は「ザンジュの乱以降にアッバース朝が直面した最も危険な敵であることを証明することになった」。同じ頃にクーファのイスマーイール派の教宣員であるアブー・アブドゥッラー・アッ＝シーイーがメッカへの巡礼中にベルベル人のクターマ族と接触を持った。アブー・アブドゥッラーの改宗運動はクターマ族の間で急速に進展し、902年にはアッバース朝の宗主権下にあったイフリーキヤのアグラブ朝への攻撃を開始した。アグラブ朝に対する征服活動は909年に完了し、ファーティマ朝が成立するとともにその政権の基盤が確立された。

### 国内統治

#### 財政政策

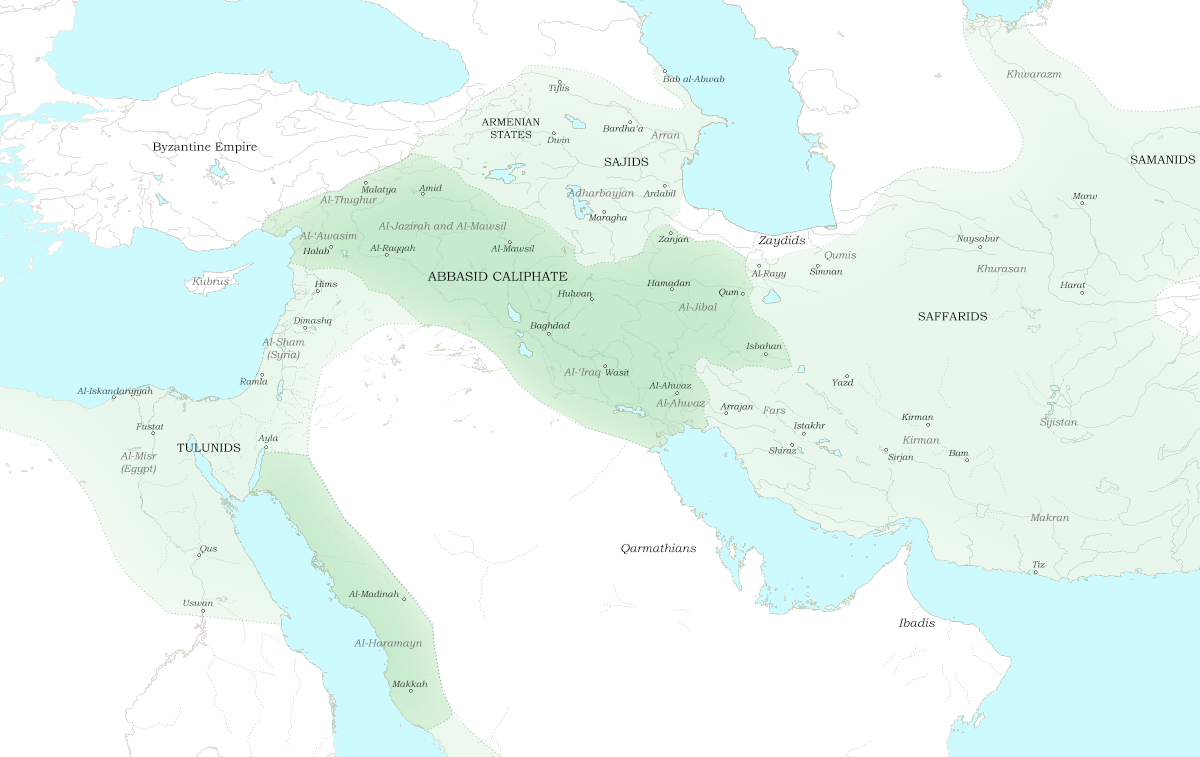
アッバース朝による支配地の統合に向けたムウタディドの軍事活動の成果を示した地図（900年頃）。アッバース朝の直接統治下にある地域…濃緑、アッバース朝の緩い宗主権下に置かれた自立政権の支配地…薄緑

以前のカリフであるムウタスィム（在位：833年 - 842年）による改革を経たアッバース朝の軍隊は過去のカリフの軍隊よりも小規模であり、より専門的な戦闘集団であった。この新しい軍団は軍事面での効果の高さを証明したものの、一方でアッバース朝政権の安定に潜在的な危険をもたらしていた。アッバース朝が統治する領域の外縁地帯やさらに遠方の地域からトルコ人やその他の民族の人々が軍に徴用されたが、これらの者たちは国家の中心地の社会からは疎外されていた。ケネディによれば、その結果、兵士たちは「収入だけではなく、自らの生存そのものを国家に完全に依存していた」。結果として中央政府による報酬の供給に問題が生じた場合、軍事蜂起や政治危機が発生した。これはサーマッラーの政治混乱の間に繰り返し実証されていた出来事であった。このため、軍隊への報酬の定期的な支払いを確保することが国家の最も重要な任務となった。ケネディはムウタディドの即位以降の財務文書に基づいて以下のように指摘している。
一日あたり7,915ディナールの総支出のうち、5,121ディナールは完全に軍事的な支出であり、1,943ディナールは軍事と非軍事の両方に役務を提供している領域（移動用の動物や厩舎など）への支出で、官僚やハレムなどの純粋な文民領域（この場合でも官僚の主な存在意義は軍の報酬を手配することにあったとみられる）に対する支出は851ディナールしか説明できない。記録に残る政府支出のうち80パーセント以上が軍隊の維持に向けられたと結論付けるのは合理的であるように思われる。
このような状況に加え、税を納めていた非常に多くの地域が中央政府の統制から失われて以降、国家の財政基盤が劇的に縮小していた。今やアッバース朝政府は内戦の混乱と灌漑ネットワークの放置によって農業生産性の急速な低下を経験していたサワードとイラク南部の他の地域からの歳入にますます依存するようになった。ハールーン・アッ＝ラシード（在位：786年 - 809年）の治世にサワードは年間102,500,000ディルハムの歳入をもたらしていた。これはエジプトの歳入の2倍を超え、シリアの歳入の3倍に達する規模であった。しかし、10世紀初頭までにこの数字は3分の1未満に減少した。アッバース朝の下に留まっていた地方では、半ば自立していた総督、高官、そして支配者層が（しばしば支払いを怠った）一定額の納税と引き換えに徴税を請負うムカータア（muqāṭa'a）と呼ばれる制度の恩恵を受けて事実上の大土地所有の形成を可能にしたためにさらに状況が悪化した。アッバース朝は残っている領土からの歳入を最大化するために中央官僚機構の規模を拡大させるとともに組織を複雑化させ、地方をより小さな税区に分割して財務関連の諸官庁（dīwān）の数を増やした。これらの諸官庁の存在は、徴税と役人自身の活動の双方に対する細部に及ぶ監視を可能にした。
イスラーム研究家のフェドワ・マルティ＝ダグラスによれば、カリフはこの財政危機と闘うためにしばしば自ら税務当局の監督に専念し、「ほとんど強欲と紙一重な倹約の精神」によるものだという世評を得ていた。また、ハロルド・ボーウェンによれば、「庶民が考慮することを軽蔑するであろう取るに足らない報告を調査する」と言われていた。ムウタディドの統治下で結果的に歳入となる各種の罰金と没収が増加し、同時にカリフの所領からの収入や地方の税収の一部までもが内帑（bayt al-māl al-khāṣṣa、カリフ個人の資金庫）へと流れていった。この内帑金は今や財務関連の諸官庁の間で中心的な役割を果たすようになり、しばしば国庫（bayt al-māl al-ʿāmma）よりも多くの資金を保持していた。即位時には存在しなかった内帑金はムウタディドの治世の終わりまでに10,000,000ディナールに達した。その一方で農民の税負担を軽減するための措置として、ムウタディドは895年に課税年度の開始を3月のペルシアの新年から6月11日に変更した。これは「ムウタディドの新年」（Nayrūz al-Muʿtaḍid）として知られるようになった。これによって地租（kharāj）は収穫期の前ではなく後から徴収されるようになった。

#### 政権の人事と官僚機構内部の対立
ムウタディドの政策によってワズィール（宰相）は文民官僚における立場を強めた。そして軍においてでさえカリフの代弁者として敬意を払われるようになり、この時期にワズィールの影響力は頂点に達した。また、ムウタディドの治世における人事面の特徴は国家の高位の指導者間で共通していた地位の継続性にあった。ワズィールのウバイドゥッラー・ブン・スライマーン・ブン・ワフブは治世の開始から901年に死去するまでその地位を保持し続けていた。その後は同様に治世の初期からウバイドゥッラーが首都を不在にしている間に代理を務めていた息子のアル＝カースィム・ブン・ウバイドゥッラーに地位が引き継がれた。ムワッファクに仕え、娘がカリフの息子（ムクタディル）と結婚した古参の解放奴隷であるバドル・アル＝ムウタディディーも軍の最高司令官の地位に留まり続けた。財務関連の諸官庁は（特にサワードにおいて）当初はフラート家の兄弟のアフマド・ブン・アル＝フラートとアリー・ブン・アル＝フラートが統括し、899年以降はジャッラーフ家のムハンマド・ブン・ダーウードとその甥のアリー・ブン・イーサーが統括した。11世紀の歴史家のヒラール・アッ＝サービーは、治世開始当初の統治集団であり非常に効果的で協調が取れていた「ムウタディド、ウバイドゥッラー、バドル、そしてアフマド・ブン・アル＝フラートのような、カリフ、ワズィール、最高軍司令官、ディーワーンの長官の四人組は（後の世代には）決して存在しなかった」と指摘している。
一方でマイケル・ボナーが指摘するように、ムウタディドの治世の後半は「軍隊や都市の一般市民の生活の中においても目に付く程の官僚機構内部における派閥争いの増加をみた」。官僚機構内部の二つの支配者層であるフラート家とジャッラーフ家の間の広範な庇護民のネットワークを伴う激しい対立関係はこの時期に始まった。有能であったカリフとワズィールはこの対立を抑え込むことができたものの、その後の数十年間にわたってアッバース朝政府をこの対立関係が支配し、官僚機構内部の派閥は相互に入れ替わり、財貨を収奪するためにムサーダラ（muṣādara）として知られる確立されていた慣行に従ってしばしば前任者に罰金や拷問が課された。さらに、父親からワズィールの地位を継いだアル＝カースィム・ブン・ウバイドゥッラーは父親とは全く異なる性格をしていた。ワズィールに任命された直後にはムウタディドを暗殺する陰謀を企て、バドルを自分の計画に巻き込もうとした。バドルは憤慨してその提案を拒否したが、アル＝カースィムはカリフの急死によって事の露見と処刑を免れた。その後は新しいカリフのムクタフィーを自分の統制下に置こうと試み、バドルを非難して処刑へ追い込むために迅速に行動を起こし、さらにフラート家に対する多くの陰謀に関与した。

#### バグダードへの首都の帰還
ムウタディドはサーマッラーからバグダードへの首都の帰還を完了させた。バグダードはすでに父親の重要な活動拠点として機能していたものの、都市の中心部はティグリス川の東岸に移転し、その場所は1世紀前に第2代カリフのマンスール（在位：754年 - 775年）によって築かれた当初の中心部である円城のさらに下流に位置していた。10世紀の歴史家のマスウーディーが記しているように、カリフの二つの主な情熱は「女性と建築」（al-nisāʿwaʿl-banāʿ）であり、それに従うように首都における重要な建築活動に従事した。ムウタディドは使われなくなっていたマンスールの大モスクを修復して拡張した。さらにハサニー宮を増築し、新しくスライヤー宮（プレアデスの宮殿）とフィルドゥース宮（楽園の宮殿）を建設するとともに、ムクタフィーの下で完成したタージュ宮（王冠の宮殿）の建設を開始した。また、都市を流れる灌漑用水路の修繕にも注意を向け、水路から利益を得る立場にあった地主の資金から経費を賄い、ドゥジャイル運河に堆積していたシルトを除去した。

#### 神学的な信条と科学の振興
イスラームの教義に関してムウタディドはその治世の開始当初からスンナ派の伝承主義学派を固く支持し、神学的な研究を禁じるとともにハンバル学派の法的な見解において違法と見なされた国家に帰属する資産についてこれを管轄していた財務部門を廃止した。その一方でアリー家を支持する勢力との良好な関係を維持しようと努め、ウマイヤ朝の創設者であり、アリー・ブン・アビー・ターリブの主要な敵対者であったムアーウィヤに対する公的な非難を命じることを真剣に検討するまでになった。しかし、ムウタディドはそのような行為がもたらす可能性がある予期せぬ結果を恐れた助言者によって最後の段階になって実行を思い留まった。さらにアッバース朝から分離したタバリスターンのザイド派のイマームと良好な関係を維持したが、ムウタディドの親アリー派の姿勢は901年のイエメンにおける第二のザイド派政権樹立の阻止には役立たなかった。
また、ムタディドは9世紀前半のカリフであるマアムーン（在位：813年 - 833年）、ムウタスィム（在位：833年 - 842年）、およびワースィク（在位：842年 - 847年）の下で繁栄していた学問と科学の伝統を積極的に奨励した。かつての系統的な各種の努力に対する宮廷の支援は、正統的なスンナ派への回帰と科学的な探求への嫌悪感を示したムタワッキルの下で減少していた。さらにムタワッキルの後継者たちには知的探求に関与するだけの余裕がなかった。ケネディによれば、ムウタディドは自ら「自然科学に熱心な興味を抱いて」いた。そしてギリシア語を話すことができたムウタディドは、同時代のギリシア語文献の翻訳者であり数学者の一人であったサービト・ブン・クッラ、さらには文献学者のイブン・ドゥライドやアブー・イスハーク・アル＝ザッジャージュの経歴を引き上げ、このうちザッジャージュについてはカリフの子供たちの家庭教師となった。当時の著名な知識人の中には哲学者キンディーの弟子でムウタディド自身の家庭教師でもあったアフマド・ブン・アッ＝タイイブ・アッ＝サラフシーがいた。サラフシーはカリフと親しい仲になり、バグダードの市場を監督する実入りの良い役職に任命されたものの、後にカリフの怒りを買い、896年に処刑された。ある説明によれば、アル＝カースィム・ブン・ウバイドゥッラー（ムウタディドの宮廷の逸話において頻繁に悪役として登場する）が処刑すべき反逆者のリストにサラフシーの名前を付け加えた。カリフはリストに署名し、自分の古い師が処刑されてしまった後に初めて己の過ちを知った。

#### ムウタディドの下での司法と刑罰
ムウタディドの下での司法体制の特徴について、マルティ＝ダグラスは「サディズムに近い過酷さ」であったと表現している。過ちに対して寛容であり感傷や愛情の表現を理解していた一方で、怒りを呼び起こされた場合には非常に独創的な方法による拷問に訴え、さらには自身の宮殿の下に特別な拷問部屋を設置していた。マスウーディーやマムルーク朝の歴史家であるサファディーなどの年代記作家たちは、カリフが囚人たちに加えた拷問やバグダードにおいて囚人たちを公衆に晒すことで見せしめにするという慣行をかなり詳細に説明している。例としてカリフが囚人の体を膨らませるために鞴を用いたり、あるいは落とし穴へ体を逆さまにして埋め込んでいたと記録している。また、同時に両者は国家の利益に適うものとしてムウタディドの厳しさを正当化している。サファディーはアッバース朝の創設者であるサッファーフ（在位：750年 - 754年）と比較してムウタディドを「サッファーフ2世」と呼んだが、これについてマルティ＝ダグラスは、王朝の運勢の回復を強調しているだけでなく、サッファーフの通り名である「血を流す者」という意味を率直に仄めかしていると指摘している。

## 死と遺産
ムウタディドは902年4月5日にハサニー宮において40歳もしくは47歳で死去した。ムウタディドは毒殺されたのではないかという噂が存在したが、その軍事活動の厳しさは放縦な生活態度と相まって恐らくムウタディドの健康を著しく害していた。最後の病気を患っている間にムウタディドは医師たちの助言に従うことを拒否し、医師のうちの一人を蹴り殺しさえした。子供に関してムウタディドは4人の息子と数人の娘を残した。息子たちのうち、ムクタフィー（在位：902年 - 908年）、ムクタディル（在位：908年 - 932年）、およびカーヒル（在位：932年 - 934年）の3人が順番にカリフとなって統治し、最後のハールーンのみがカリフにはならなかった。また、ムウタディドはバグダードの市内に埋葬された最初のアッバース朝のカリフであった。後の息子たちと同様に、ムウタディドはこれらのカリフによって第二の住居として使用されたバグダードの西部に位置するかつてのターヒル朝の宮殿に埋葬された。
東洋学者のカール・ヴィルヘルム・セッターシュテーンによれば、ムウタディドは「父親の統治者としての才能を受け継ぎ、経済面と軍事面の能力も父親同様に際立っていた」。そして「その厳格さと残忍性にもかかわらず、アッバース朝における最も偉大な人物の一人」となった。一方でケネディは、高い手腕を示したムウタディドの統治はアッバース朝の衰退をしばらくの期間食い止めたことで高く評価されているものの、その成功は精力的な統治者の指導力に極めて大きく依存していたと指摘している。そしてムウタディドの治世について、「長期に及んだ傾向を覆し、アッバース朝の支配力を長期的に回復させるにはあまりにも短いものに終わった」と述べている。
ムウタディドは息子であり後継者であるムクタフィーをレイとジャズィーラの総督に任命することで本人が迎える役割に備えようと注意を払っていた。しかしながら、ムクタフィーは父親の方針に従おうとはしたものの、行動力に欠けていた。ムワッファクとムウタディドによって高度に軍事化された支配体制は、カリフが積極的に軍事行動に関与し、個人的に模範を示し、カリフの引き立てによって強化される忠誠心に基づく連携を支配者と兵士の間で築き上げることが求められていた。一方で、マイケル・ボナーによれば、ムクタフィーは「その性格や態度において… いつも座ってばかりの人物であり、兵士に忠誠心を植え付けたり、ましてや兵士を鼓舞するようなこともなかった」。それでもアッバース朝は905年にトゥールーン朝の領土を再併合し、カルマト派に対して勝利を収めるなど、その後の数年間で大きな成功を手にすることができたものの、908年のムクタフィーの死によって、いわゆる「アッバース朝の再生」の時代はその最盛期を終えることになった。そして新たな危機の時代が始まった。
今や権力は意志が弱く他人に左右されがちであったムクタディルをカリフに据えた高級官僚によって行使されるようになった。続く数十年にわたって宮廷と軍隊の双方の支出が増大するのと同時に行政上の不正も増加し、さらには軍と官僚の派閥間の争いが激化した。ムクタディルが殺害された932年までにアッバース朝は実質的に財政破綻し、権力は程なくしてカリフに対する統制力とアミール・アル＝ウマラー（大アミール）の称号を争う一連の軍の有力者たちの下へ移った。この趨勢は形式上においてさえカリフの独立性に終止符を打ったブワイフ朝による946年のバグダードの占領によって最高潮に達した。その後カリフは象徴的な名目上の指導者として生き残ったものの、あらゆる軍事的、政治的な権限、あるいは独立した財源を奪われることになった。